# 大久保和孝
大久保 和孝（おおくぼ かずたか、1973年 - ）は、日本の公認会計士。企業コンプライアンス・CSRの分野で多くの企業・団体に対して改善活動をおこなう。また、東日本大震災に対する東北地方の支援にも力を入れてきた。

## 来歴
東京都出身。1996年、慶応義塾大学法学部法律学科を卒業。大学では独占禁止法・国際経済法を専攻した。大学在学中の1995年にセンチュリー監査法人（現：EY新日本有限責任監査法人）入所。1999年に公認会計士登録。
衆議院議員の武村展英が新日本監査法人に在職していた当時（2003年頃）、大久保はチームリーダーを務めており、その時期すでにCSRのコンサルティングを手がけることを口にしていたと武村は述べている。
2006年、新日本監査法人のパートナーとなる。2012年にシニアパートナーを経て、2016年に経営専務理事に就任。2019年に同法人を退任し、セガサミーホールディングス社外監査役および、サンフロンティア不動産社外取締役に就任。
先祖に木戸孝允がいる。

## 主な著作物（共著を含む）
- 『倫理法令遵守マネジメント・システム』麗澤大学出版会、2000年
- 『病院経営戦略』医学書院、2002年
- 『食品鑑定技術ハンドブック』サイエンスフォーラム、2005年
- 『インテグリティマネジメント』東洋経済新報社、2006年3月
- 『CSR入門』第一法規、2008年
- 『CSR経営入門』第一法規、2008年）
- 『CSR報告書の書き方読み方』中央経済社、2009年10月
- 『CSR報告書の書き方読み方』中央経済社、2009年10月
- 『グローバル経営時代のCSR報告』日本経団連出版、2010年3月
- 『企業規定リスク』第一法規、2014年
- 『新CSR検定3級公式テキスト』オルタナ、2014年5月
- 『学校を変えれば社会が変わる-信州からの教育再生-』東京書籍、2014年5月
- 『よくわかる独立行政法人会計基準』白桃書房、2017年7月
- 『よくわかる国立大学法人会計基準』白桃書房、2017年11月